# بيتشكرافت كينغ إير
بيتشكرافت كينغ إير (بالإنجليزية: Beechcraft King Air)‏ هي طائرة منافع بمحركين أنتجت في الولايات المتحدة. من صناعة بيتشكرافت. تستخدم بشكل أساسي من قبل بحرية الولايات المتحدة. كان أول طيران لها في 1963. دخلت الخدمة في 9 سبتمبر 1964، ومازالت في الخدمة حتى الآن. صنع منها 3,100 طائرة، وسعر الطائرة الواحدة منها هو King Air C90GTi 3.4 مليون دولار.

## المستخدمون
- بحرية الولايات المتحدة
- القوات الجوية الملكية السعودية
- قوة الدفاع الذاتي البحرية اليابانية
- القوات الجوية الملكية المغربية
- القوة الجوية العراقية

## طرازات أخرى
- بيتشكرافت سوبر كينغ إير